# Селиванова, Анна Сергеевна
Анна Сергеевна Селиванова (8 марта 1903; РСФСР, СССР, Российская империя — 9 февраля 1982; Стригай, Базарно-Карабулакский район, Саратовская область) — советская колхозница.

## Биография
Анна родилась 8 марта 1903 г.р. в селе Стригай Базарно-Карабулакского района Саратовской области.
Анна и её супруг Андрей Романович Селиванов пчеловодами стали совершенно случайно. Семья учителей подарила им накануне войны две пчелиных семьи.
Андрей одним из первых ушел воевать на фронт. Анна с 4-я детьми осталась дома одна, взяв на себя заботу за пасекой и хозяйством.
Лето 1942 года выдалось на редкость урожайным.
Анна Селиванова, пока Андрей воевал, работала на пасеке. Сдавала мёд государству, а излишки продавала, получая хоть какие-то денежные средства.
Тогда-то у неё и возникло желание купить на вырученные деньги самолёт и отправить его в Сталинград.
Победа в Сталинградской битве так воодушевила Анну, что на семейном совете было принято решение о покупке второго самолёта. Правда, для этого пришлось расстаться с коровой и распродать остатки мёда.
На том самом втором самолёте летчик В. К. Чебичков сбил семь машин неприятеля. Правда и сам погиб в неравном бою.
Смерть летчика Чебичкова подвигла Анну Селиванову на покупку третьего самолёта.
Уже доподлинно известно, что примеру Анны Селивановой последовали и другие саратовские колхозники, купив для Красной армии военной техники в общей сложности на 210 миллионов рублей.
Анна ушла из жизни 9 февраля 1982-го в возрасте 78 лет. Похоронена в селе Стригай Базарно-Карабулакского района Саратовской области.

## Подвиг военных лет
Анна Селиванова сумела помочь Красной Армии в покупке целых трёх самолётов, на которых советские лётчики сбили немало фашистов в годы Великой Отечественной войны. По подсчётам, на это ушло около 300 тысяч рублей.

## Память
- Бюст А. С. Селивановой поставлен в селе Стригай[2][3]
- Надпись в знак благодарности А. С. Селивановой была прописана на военном самолёте. Один из трёх самолётов хранится в безопасности[4]
- Публикация в газете «Молодой сталинец», за февраль 1951 год. Память из личного архива родственника[5]